# Phi Beta Delta
Phi Beta Delta (ΦΒΔ) è stata una confraternita universitaria americana per studenti ebrei. Fu fondata dall'Università Columbia nel 1912. Dopo aver costituito 36 sezioni, la confraternita si fuse con la Pi Lambda Phi nel 1941.

## Storia
Phi Beta Delta è stata fondata dalla Università Columbia il 12 aprile 1912 come confraternita universitaria per studenti ebrei. I I suoi otto fondatori erano David H. Cohen, Henry C. Fenton, William Haas, Darcy M. Heinemann, Joseph Michtom, Samuel Null, Julius Rudd e Bernard Shapiro 
I fondatori dichiararono: “Il suo scopo è quello di inculcare nei suoi membri un nobile spirito di lealtà, attività e studio nei confronti della loro Alma Mater, di sviluppare i più alti ideali di condotta e di promuovere uno stretto legame fraterno attraverso associati accuratamente selezionati”.
Pur entrando a far parte delle confraternite nazionali un po' più tardi rispetto alle altre organizzazioni simili, essa crebbe rapidamente, con sezioni che si formarono in diverse scuole dell'est. Nel 1934 la Phi Beta Delta assorbì la sezione UPenn della Omicron Alpha Tau, una confraternita ebraica più piccola che si stava sciogliendo quell'anno. Questo gruppo si fuse con la sezione Phi Beta Delta già esistente nel campus o la ricostituì. Quattro delle altre sezioni della ΟΑΤ passarono alla Tau Delta Phi.
Nel 1930 Phi Beta Delta aveva accolto 1.811 membri e fondato 32 sezioni, di cui tre inattive. Dieci sezioni possedevano delle sedi. La confraternita aveva club di ex membri a Boston, Chicago, Denver, Los Angeles, New Jersey, New York City, Oklahoma, Filadelfia, St. Louis e nella Pennsylvania occidentale.
Phi Beta Delta si fuse effettivamente con Pi Lambda Phi il 1° febbraio 1941. Il Baird's Manual (19ª edizione) riporta che i documenti della fusione furono firmati il 1 ottobre 1940. All'epoca, Pi Lambda Phi aveva venti capitoli attivi e Phi Beta Delta ne aveva sedici. Considerando i doppioni, la confraternita risultante dalla fusione aveva un totale netto di 33 capitoli. Tutti i membri e gli ex membri di Phi Beta Delta furono ammessi in Pi Lambda Phi.

## Simboli
Il simbolo della Phi Beta Delta era a forma di diamante e bordato da venti perle. Al centro, su sfondo blu, spiccavano le lettere greche ΦΒΔ in oro. Sopra le lettere c'era una stella a cinque punte e sotto due chiavi incrociate.
I colori della confraternita erano il blu e l'oro. Il suo gioiello era la perla. Il suo fiore era il giacinto. Le sue pubblicazioni erano il mensile What's Doing in Phi Beta Delta e la rivista trimestrale The Tripod of Phi Beta Delta.

## Sezioni
Di seguito sono elencate le sezioni di Phi Beta Delta, in ordine di costituzione, con le sezioni inattive e le istituzioni in corsivo.
| Sezione       | Periodo di operatività | Istituzione                                 | Località                   | Stato          | Note           |
| ------------- | ---------------------- | ------------------------------------------- | -------------------------- | -------------- | -------------- |
| Alpha         | 5 aprile 1912 – 1929   | Columbia University                         | New York                   | Non attiva     |                |
| Gamma         | 1912–1935              | City College of New York                    | New York                   | Non attiva     |                |
| Lambda        | 1912–1926              | New York College of Dentistry               | New York                   | Non attiva     | [ N 1 ]        |
| Sigma         | 1913–1918, 1934–1941   | Cornell University                          | Ithaca, New York           | Fusa con (ΠΛΦ) | [ N 2 ]        |
| Zeta          | 1915–1934              | New York University                         | New York                   | Non attiva     |                |
| Beta          | 1916–1935              | Fordham University                          | New York                   | Non attiva     |                |
| Eta           | 1919–1941              | University of Pennsylvania                  | Philadelphia, Pennsylvania | Fusa con (ΠΛΦ) | [ N 3 ]        |
| Epsilon       | 1919–1939              | University of Chicago                       | Chicago, Illinois          | Non attiva     | [ N 4 ]        |
| Theta         | 1920–1941              | Massachusetts Institute of Technology       | Boston, Massachusetts      | Fusa con (ΠΛΦ) | [ N 5 ]        |
| Mu            | 1920–1941              | University of Cincinnati                    | Cincinnati, Ohio           | Fusa con (ΠΛΦ) | [ N 6 ]        |
| Nu            | 1920–1935              | Polytechnic Institute of New York (Tandon)  | New York                   | Non attiva     | [ N 7 ]        |
| Kappa         | 1921–1941              | University of Southern California           | Los Angeles, California    | Fusa con (ΠΛΦ) | [ N 8 ]        |
| Omicron       | 1921–1941              | University of Michigan                      | Ann Arbor, Michigan        | Fusa con (ΠΛΦ) | [ N 9 ]        |
| Rho           | 1921–1925              | Worcester Polytechnic Institute             | Worcester, Massachusetts   | Non attiva     |                |
| Xi            | 1921–1930              | Tufts University                            | Medford, Massachusetts     | Non attiva     |                |
| Pi            | 1921–1941              | Washington University in St. Louis          | St. Louis, Missouri        | Fusa con (ΠΛΦ) | [ N 10 ]       |
| Tau           | 1922–1941              | University of California, Berkeley          | Berkeley, California       | Fusa con (ΠΛΦ) | [ N 11 ]       |
| Upsilon       | 1922–1941              | University of California, Los Angeles       | Los Angeles, California    | Fusa con (ΠΛΦ) | [ N 12 ]       |
| Iota          | 1922–1941              | University of Oklahoma                      | Norman, Oklahoma           | Fusa con (ΠΛΦ) | [ N 13 ]       |
| Phi           | 1922–1936              | University of Iowa                          | Iowa City, Iowa            | Non attiva     |                |
| Chi           | 1924–1934              | University of Wisconsin–Madison             | Madison, Wisconsin         | Non attiva     | [ N 14 ]       |
| Psi           | 1924–1930              | Drake University                            | Des Moines, Iowa           | Non attiva     | [ N 15 ]       |
| Delta         | 1925–1941              | University of Florida                       | Gainesville, Florida       | Fusa con (ΠΛΦ) | [ N 16 ]       |
| Omega         | 1925–1931              | University of Pittsburgh                    | Pittsburgh, Pennsylvania   | Non attiva     | [ N 17 ]       |
| Alpha Alpha   | 1925–1933              | University of Minnesota                     | Minneapolis, Minnesota     | Non attiva     |                |
| Alpha Beta    | 1927–1934              | University of Denver                        | Denver, Colorado           | Non attiva     | [ N 18 ]       |
| Alpha Gamma   | 1927–1933              | Lehigh University                           | Bethlehem, Pennsylvania    | Non attiva     | [ N 19 ]       |
| Alpha Delta   | 1927–1933, 19xx ?–1941 | Temple University                           | Filadelfia, Pennsylvania   | Fusa con (ΠΛΦ) | [ 7 ] [ N 20 ] |
| Alpha Epsilon | 1927–1941              | Ohio State University                       | Columbus, Ohio             | Fusa con (ΠΛΦ) | [ N 21 ]       |
| Alpha Zeta    | 1928–1941              | University of South Carolina                | Columbia, Carolina del Sud | Fusa con (ΠΛΦ) | [ N 22 ]       |
| Alpha Eta     | 1928–1937              | University of Alabama                       | Tuscaloosa, Alabama        | Non attiva     | [ N 23 ]       |
| Alpha Theta   | 1928–1941              | Indiana University                          | Bloomington, Indiana       | Fusa con (ΠΛΦ) | [ N 24 ]       |
| Alpha Iota    | 1931–1934              | Università del Colorado                     | Boulder, Colorado          | Non attiva     | [ N 25 ]       |
| Alpha Kappa   | 1934–1941              | Università dell'Illinois - Urbana-Champaign | Champaign, Illinois        | Fusa con (ΠΛΦ) | [ N 26 ]       |

1. ↑  La sezione diventò inattiva quando il College of Dentistry si fuse con la New York University.
2. ↑  La sezione divenne inattiva durante la Prima guerra mondiale, quando tutti i suoi membri si arruolarono. Nel 1934 la sezione fu riformata dalla Phi Delta Mu (locale), creata nel 1925. Con la fusione nazionale, entrò a far parte della sezione Delta di New York della Pi Lambda Phi.
3. ↑  Nel 1934, quando la confraternita nazionale Omicron Alpha Tau si sciolse, la confraternita Eta assorbì la sezione Lambda. Con la fusione nazionale, la confraternita Eta entrò a far parte della sezione PA Epsilon Zeta della Pi Lambda Phi.
4. ↑  Sezione costituita dalla Kappa Omega (locale).
5. ↑  Con la fusione nazionale, la sezione ripristinò la Sezione Theta della Pi Lambda Phi.
6. ↑  Con la fusione nazionale, la sezione divenne la Sezione OH Mu della Pi Lambda Phi.
7. ↑  Sezione costituita da Lambda Beta (locale).
8. ↑  Con la fusione nazionale, la sezione divenne la Sezione CA Kappa della Pi Lambda Phi.
9. ↑  Con la fusione nazionale, la sezione entrò a far parte della sezione MI Epsilon della Pi Lambda Phi.
10. ↑  Con la fusione nazionale, la sezione divenne la Sezione MO Pi della Pi Lambda Phi.
11. ↑  Con la fusione nazionale, la sezione divenne la Sezione CA Tau della Pi Lambda Phi.
12. ↑  Con la fusione nazionale, la sezione diventò la Sezione CA Upsilon della Pi Lambda Phi.
13. ↑  Sezione costituita dalla Sigma Beta Tau (locale), creata nel 1921. Con la fusione nazionale, diventò la sezione OK Iota della Pi Lambda Phi.
14. ↑  Sezione costituita dal Chi Club (locale), creato nel 1922.
15. ↑  Sezione costituita dalla Sigma Delta Phi (locale), creata nel 1923.
16. ↑  Con la fusione nazionale, la sezione divenne la Sezione Delta della Florida della Pi Lambda Phi.
17. ↑  Sezione costituita dalla Delta Gamma Tau (locale), creata nel 1923.
18. ↑  Sezione costituita dall'Alpha Beta Phi (locale), creata nel 1922.
19. ↑  Sezione costituita da Omega Phi (locale), creata nel 1926.
20. ↑  La Sezione formata da Sigma Iota Sigma (locale), creata nel 1924. Con la fusione nazionale, diventò la 'Sezione PA Alpha Delta di Pi Lambda Phi.
21. ↑  Sezione costituita dalla Phi Delta Gamma (locale), creata nel 1923. Con la fusione nazionale, diventò la sezione OH Alpha Epsilon della Pi Lambda Phi.
22. ↑  Sezione costituita nel 1927 dal The Evergreen Club (locale). Con la fusione nazionale, divenne la sezione SC Alpha Zeta della Pi Lambda Phi.
23. ↑  Sezione costituita dal The Pioneers Club (locale).
24. ↑  Sezione costituita dalla Gamma Tau (locale), creata nel 1927. Con la fusione nazionale diventò la sezione IN Alpha Theta della Pi Lambda Phi.
25. ↑  Sezione costituita dal Club Alpha (locale), creato nel 1929.
26. ↑  Sezione costituita dalla Delta Pi (locale), creata nel 1925. Con la fusione nazionale, diventò la sezione IL Tau Delta della Pi Lambda Phi.

## Membri di spicco
- Maurice Caro, Massachusetts State Legislature[4]
- Richard Feynman (Theta, 1935) fisico teorico[8]
- Max Fisher (Alpha Epsilon)  uomo d'affari e filantropo
- Leopold Calvin Glass, Supreme Court of Pennsylvania[4]
- Joseph L. Kun, giudice presso la Philadelphia Court of Common Pleas[4]
- Louis B. Mayer, produttore cinematografico e cofondatore degli studi Metro-Goldwyn-Mayer[4]
- Aaron M Sakolski, [4]